# 조동희 (성우)
조동희(趙東熙, 1950년 1월 30일 ~ )는 대한민국의 성우이다. 1975년 TBC에 입사했으며, 언론통폐합으로 현재는 KBS 14기로 분류된다. 한국방송 성우극회 소속.

## 출연 작품

### 애니메이션
- 미녀와 야수 - 콕스워즈
- 전설의 용사 다간 - 레드론
- 원피스(KBS, 투니버스) - 버기
- 신세기 사이버 포뮬러(SBS)
- 우당탕탕 닥터지(투니버스) - 시부타니 로쿠로(교감)
- 알라딘 - 이아고
  - 돌아온 자파 - 이아고
- 둘리의 배낭여행 - 키큰 도둑 코뿔소 에코 콧수염 난쟁이들
- 타잔(KBS) - 마커스
- 우주와 기사 테카맨(SBS) - 브루스
- 101마리 달마시안(KBS) - 호레스
- 명탐정 코난(KBS, 투니버스, 애니맥스) - 메구레 쥬죠 (골롬보 반장) (단, 투니버스 2기에서는 김정호씨가 맡았다.)
- 명탐정 코난 극장판 1기 - 시한장치의 마천루 (투니버스) - 메구레 쥬죠 (골롬보 반장)
- 명탐정 코난 극장판 2기 - 14번째 표적 (투니버스) - 메구레 쥬죠 (골롬보 반장)
- 명탐정 코난 극장판 3기 - 세기말의 마술사 (투니버스) - 메구레 쥬죠 (골롬보 반장)
- 명탐정 코난 극장판 4기 - 눈동자 속의 암살자 (투니버스) - 메구레 쥬죠 (골롬보 반장)
- 명탐정 코난 극장판 5기 - 천국으로의 카운트다운 (투니버스) - 메구레 쥬죠 (골롬보 반장)
- 명탐정 코난 극장판 6기 - 베이커가의 망령 (투니버스) - 메구레 쥬죠 (골롬보 반장)
- 명탐정 코난 극장판 8기 - 은빛날개의 마술사 - 메구레 쥬죠 (골롬보 반장)
- 명탐정 코난 극장판 9기 - 수평선상의 음모 (투니버스) - 메구레 쥬죠 (골롬보 반장)
- 명탐정 코난 극장판 10기 - 탐정들의 진혼가 - 메구레 쥬죠 (골롬보 반장)
- 명탐정 코난 극장판 13기 - 칠흑의 추적자 (투니버스) - 메구레 쥬죠 (골롬보 반장)
- 명탐정 코난 극장판 14기 - 천공의 난파선 (투니버스) - 메구레 쥬죠 (골롬보 반장)
- 명탐정 코난 극장판 15기 - 침묵의 15분 (투니버스) - 메구레 쥬죠 (골롬보 반장)
- 명탐정 코난 극장판 16기 - 11번째 스트라이커 (투니버스) - 메구레 쥬죠 (골롬보 반장)
- 명탐정 코난 극장판 18기 - 이차원의 저격수 (투니버스) - 메구레 쥬죠 (골롬보 반장)
- 명탐정 코난 극장판 19기 - 화염의 해바라기 (투니버스) - 메구레 쥬죠 (골롬보 반장)
- 명탐정 코난: 제로의 집행인 - 메구레 쥬죠 (골롬보 반장)
- 명탐정 코난: 감벽의 관 - 메구레 쥬죠 (골롬보 반장)
- 이누야샤 6기 (챔프), (애니원) - 장쥐 (158화)
- 로빈 훗 (VIDEO) - 턱 신부
- 몬스터 팜 (SBS) - 루초
- 욕심쟁이 오리아저씨 (KBS) - 와일드 캣
- 밀림의 왕자 레오 (KBS) - 독수리
- 은하탐정 케인 (SBS) - 나이트 메어
- 날아라 슈퍼보드 2기 (KBS) - 에어탱크
- 날아라 슈퍼보드 3기 (KBS) - 대마왕 / 쌍라이트 형
- 날아라 슈퍼보드 4기 (KBS) - 불의 마왕
- 꾸러기 로보컴 (KBS) - 최 박사 / 고명환 실장
- 헝그리 베스트 5 (KBS) - 해설자
- 홈런왕 강속구 (KBS) - 푸른 행성팀 코치 2
- 슈퍼소년 마이티 맥스 (KBS) - 버질
- 레미제라블 (SBS)
- 마법의 별 매지네이션 (SBS) - 보그
- 공룡시대 (SBS)
- 용의 아들 (SBS) - 지아크 / 삐아로의 아빠
- 슈퍼 그랑죠 (VIDEO) - 그랑죠 / 아르가
- 마지막 유니콘 (SBS)
- 벨과 마법의 성 (KBS) - 뤼미에르
- 거북이 특공대 (SBS) - 도나텔로
- 시튼동물기 (KBS)
- 하우스 오브 마우스 - 모티머 마우스
- 무카무카 파라다이스 (KBS) - 봉수 아빠 (고씨) / 교장
- 동물 보물섬 (MBC)
- 지옥의 외인부대 (KBS) - 프랑스 관리
- 스피릿 오브 원더 - 소년과학클럽 (투니버스) - 고든
- 마물헌터 요자 (비디오)
- 수라왕 슈라토 (비디오) - 비파왕 단 / 뇌제 인드라
- 아기천사 두두 (비디오)
- 아랑전설 (비디오) - 탄 선생
- 우주전사 트윈스 (비디오) - 팀장
- 우주경찰 저스티 (비디오) - 라우미스
- 콤콤보이 와프로만 (비디오) - 아린 할아버지 / 우롱차 / 에비텐
- 몬스터 (투니버스) - 쇼네
- 백조공주 - 퍼핀
- 카 1/2/3 - 상사
- 포카혼타스 - 벤
- 뮬란 - 흉노족
- 가디언의 전설 - 트와일라잇
- 라이온 킹 2 - 스카
- 정글북 - 독수리

### 영화
- 아일랜드 (SBS) - 존스 (에단 필립스)
- 800 블렛 (SBS) - 체옌니 (잉헬 데 안드레스 로페즈)
- 와사비 (SBS) - 타나카와(오이다 요시) / 경찰(자크 봉두)
- 미스 포터 (KBS) - 푸르윙(데이빗 밤버)
- 마마 앤드 파파 (2010)
- 나의 그리스식 웨딩 (SBS) - 타키 (게리 멘디시노)
- 에볼루션 (SBS)
- 콜리야 (KBS)
- 비욘드 랭군 (KBS)
- 스위트 노벰버 (SBS)
- 연애사진 (SBS)
- 하얀 풍선 (SBS)
- 고스트 독 (SBS) - 조(조셉 리가노)
- 사랑의 굴레(영어판) (SBS)
- 영웅본색 (SBS) - 견숙(증강)
- 영웅본색 2 (SBS) - 견숙(증강)
- 최종 분석 (SBS)
- 아임 낫 스케어드 (SBS) - 세르지오 (디에고 아바탄투오노)
- 어페어 오브 더 넥클리스 (SBS) - 뵈머 (폴 브룩) / 루이 16세 (사이먼 셰클톤) 외
- 니키타 (SBS)
- 단테스 피크 (SBS)
- 쉬핑뉴스 (SBS) - 터트 (피트 포스틀스웨이트)
- 쥬라기 공원 (SBS) - 레이 아놀드(새뮤얼 L. 잭슨)
- 디 엣지 (SBS) - 스타임스 (엘 큐 존스)
- 툼 레이더 2: 판도라의 상자 (SBS) - 거스 페트라키(조니 코인)
- 크레이들 투 그레이브 (SBS) - 아치 (톰 아놀드)
- 비올라 키스 에브리바디 (SBS) - 조토 (엔조 로부티)
- 스페이스 카우보이 (SBS) - 제리 오닐 (도널드 서덜랜드)
- 벤허 (KBS) - 로마 장군(로버트 브라운)
- 벤허 (SBS) - 세이크 (휴 그리피스)
- 대부 2 (SBS) - 프랭크 (마이클 V. 가조)
- 폴리스 스토리 3 (SBS) - 서장(천신젠) / 관식배(증강)
- 투명인간의 사랑 (SBS)
- 라인 스톤 (SBS)
- 사라의 미로여행 (SBS)
- 그래도 베니스가 좋다 (SBS)
- 방세옥 (SBS) - 부지사(시안 가오)
- 화성침공 (SBS)
- 닌자 거북이 3 (SBS)
- 파이널 디시즌 (SBS)
- 다이하드 2 (SBS) - 카민 로렌조 (데니스 프랜즈)
- 필사의 도전 (SBS)
- 록키 3 (KBS) - 폴리 (버트 영)
- 사랑할 때와 이별할 때 (KBS)
- 엽문 (KBS) - 료 사부 (진지휘)
- 디파이언스 (KBS) - 빅토르 (라빌 이시아노프)
- 레드 바이올린 (KBS)
- 크로커다일 던디 2 (KBS)
- 형사 가제트 (KBS) - 콤비 서장 (데브니 콜먼)
- 아웃브레이크 (KBS) - 마을주민 / 중령
- 그 남자는 거기 없었다 (KBS) - 데이브 브류스터 (제임스 갠돌피니)
- 레인저 스카우트 (KBS) - 파머 (존 폴리토)
- 주니어 (KBS) - 래리 (대니 드 비토)
- 춤추는 대수사선 THE MOVIE (KBS) - 하카마다 경관(오노 타케히코)
- 장미의 전쟁 (KBS) - 개빈 (대니 드 비토)
- LA 컨피덴셜 (KBS) - 시드 힛핀스 (대니 드 비토)
- 바로워스 (KBS) - 포드 (짐 브로드벤트)
- 도검소 (SBS) - 왕야
- 화양연화 (KBS) - 차우의 친구
- 좋은 친구들 (KBS)
- 미스 에이전트 2 (SBS)
- 맨 인 블랙 (SBS) - 제드 (립 톤)
- 내 사랑 루시(KBS)
- 르 지탕(KBS) - 조 (레나토 살바토리)
- 티파니에서 아침을 (KBS) - 오제이(마티 발삼) / 반지 가게 주인(존 맥기버)
- 못말리는 로빈 후드 (KBS) -  에스니즈(이삭 하에스) / 돈 지오바니(돔 더루이즈)
- 인디아나 존스 4 (KBS) - 맥 (레이 윈스톤)
- 드리머 (KBS) - 발론 (루이스 구즈먼)
- 셔터 (KBS) - 티(카촘삭 나루에빠트르)
- 셰리 베이비 (KBS) - 아버지 (샘 보톰즈)
- 사하라 (KBS) - 카지엠(레니 제임스)
- 이너프 (KBS)
- 동방불패 2 (KBS)
- 하일복성 (KBS)
- 전선 위의 참새 (KBS)
- 꼬마돼지 베이브 (KBS)
- 메트로 (KBS)
- 13일의 금요일 6 (KBS)
- 돈벼락 맞은 사나이 (KBS) - 사업가
- 아빠수업 (KBS)
- 이노센트 (KBS) - 오토(로날드 니츠키)
- 올랜도 (KBS)
- 허드서커 대리인 (KBS) - 신문사 직원(브루스 캠벨) / 이사회 인원(제롬 뎀시)
- 스튜어트 리틀 (KBS)
- 라간 (KBS) - 구란 / 윌리스
- 성룡의 미라클 (KBS)
- 흑협 2 (KBS)
- 케인호의 반란 (KBS) - 데브라스 함장
- 소울 메이트 (KBS) - 시드
- 키스 오브 드래곤 (SBS)
- 사강의 요새 (KBS) - 벨페 상사
- 위대한 유산 (KBS) - 래그노 (조쉬 모스텔)
- 영광의 대가 (KBS) - 마차도
- 마빈스 룸 (KBS) - 밥 (댄 헤다야)
- 뉴튼 보이즈 (KBS) - 머레이(론 디 로스트라)
- 경찰서를 털어라 (KBS)
- 퀵 앤 데드 (KBS) - 술집 주인 (팻 힝글)
- 주니어는 못말려 (KBS)
- 더 셀 (KBS)
- 데블스 에드버킷 (KBS)
- 로코 (KBS) - 악당
- 주성치의 성전강호 (SBS)
- 고인돌가족 플린스톤 2 (KBS)
- 무간도 2 - 혼돈의 시대 (KBS) - 국화(황악태)
- 마지막 보이스카웃 (SBS) - 마콘 (노블 윌링햄) / 맥코스키(클라렌스 펠더)
- 파코와 오초 (KBS)
- 라스베이거스 대부 (KBS)
- 007 네버다이 (KBS)
- 코튼 클럽 (SBS)
- 프레데터 2 (KBS) - 대니 (루벤 블라이스)
- 인사이더 (KBS) - 담배 변호사 (윙스 하우저) / 뉴욕 타임스 기자(피트 해밀)
- 아웃랜드 (KBS) - 재퍼드 (피터 보일)
- 자칼 (SBS) - 프레스턴 (시드니 포이티어)
- 제5원소 (KBS) - 장군의 부하 / 과학자 / 경찰
- 에어포트 (KBS) - 래스 (피터 터전)
- 위험한 도박 (KBS)
- 마지막 카운트다운 (KBS)
- 007 유어 아이스 온리 (KBS)
- 인간 로케티어 (KBS) - 발렌타인 (폴 소비노)
- 검은 고양이 흰 고양이 (KBS) - 역무원
- 마이클 잭슨의 문워커 (KBS)
- 마틴 기어의 귀향 (SBS) - 피에르 기어 삼촌 (모리스 베리어)
- 마농의 샘 (KBS)
- 그렘린 2 (SBS) - 마틴 (돈 스탠톤)
- 오복성 (KBS) - 곱슬이 (잠건훈)
- 설원의 윌 (KBS) - 버튼 (리처드 릴)
- 비룡맹장 (KBS) - 변호사(호풍)
- 10인의 영웅 (KBS)
- 에이스 벤츄라 (SBS)
- 쿨러닝 (KBS) - 주니어의 아버지(찰스 하얏)
- 바다의 지배자 (KBS) - 해적(콘스탄틴 로마노프)
- 홀랜드 오퍼스 (KBS) - 의사 선생님(테드 로이섬)
- 소리없는 승리 (KBS)
- 미스언더스탠드 (SBS) - 아서 펜할로우(본인)
- 버티칼 리미트 (SBS) - 말콤 벤치(벤 멘델존)
- 007 썬더볼 작전(KBS) - 스펙터 11호(머레이 캐시)
- 하이 눈 (KBS) - 조나스 헨더슨(토마스 미첼) / 찰리(잭 얼람) / 지미(윌리엄 R. 뉴웰)
- 당산대형(SBS) - 감독관(피터 토마스)
- 이연걸의 탈출 (SBS) - 여소전(이력지)
- 아라비아의 로렌스 (KBS) - 군인(브루스 비비)
- 야성의 킬리만자로 (KBS) - 후크(앤서니 뉼리)
- 홀리 맨 (KBS) - 제임스(제임스 브라운)
- 예수라 불리는 아이 (SBS) - 랍비(누리 부지드)
- 람보 (SBS) - 아서(잭 스타렛)

### 외화
- 불멸의 사나이 (KBS)
- 베이사이드 얄개들 2 (SBS)
- 블루문 특급 (KBS)
- 슈퍼 볼케이노 (KBS) - 주지사(개리 초크)
- 명탐정 코난 드라마 스페셜 - 남도일에게 보내는 도전장 (투니버스) - 골롬보 반장 (니시무라 마사히코)
- 명탐정 코난 드라마 스페셜 - 남도일의 부활 (투니버스) - 골롬보 반장 (이부 마사토)
- 명탐정 코난 드라마 스페셜 - 괴조 전설의 수수께끼 (투니버스) - 골롬보 반장

### 드라마
- 1995년~1996년 《제4공화국》 (MBC)
- 2001년~2002년 《상도》 (MBC)
- 2002년~2003년 《야인시대》 (SBS)
- 2003년~2004년 《대장금》 (MBC)
- 2004년~2005년 《영웅시대》 (MBC)
- 2005년 《제5공화국》 (MBC)
- 2005년~2006년 《서동요》 (SBS)
- 2006년~2007년 《주몽》 (MBC)
- 2007년 《히트》 (MBC)
- 2007년~2008년 《미우나 고우나》 (KBS)
- 2007년~2008년 《이산》 (MBC)
- 2008년 《일지매》 (SBS)
- 2008년~2009년 《에덴의 동쪽》 (MBC)
- 2008년 《바람의 화원》 (SBS)
- 2009년 《태양을 삼켜라》 (SBS)
- 2010년~2011년 《웃어라 동해야》 (KBS)
- 2011년~2012년 《광개토태왕》 (KBS)
- 2011년 《내일이 오면》 (SBS)
- 2012년 《아이두 아이두》 (MBC) - 황지안 아버지의 지인 역
- 2012년~2013년 《마의》 (MBC)
- 2013년 《구암 허준》 (MBC)

### 그외 방송 (예능, 교양)
- 뽀뽀뽀 (MBC)
- 일요일 밤의 대행진 (MBC)